# (15874) 1996 TL66
(15874) 1996 TL66 (o 1996 TL66) és un objecte transneptunià (TNO) que resideix al disc dispers. El Telescopi Espacial Spitzer (SST) ha estimat que aquest objecte pot medir al voltant de 575 km de diàmetre, però les estimacions de l'Observatori Espacial Herschel (HSO) que va fer el 2012 estimen que el seu diàmetre és més proper a 339 km. No és un objecte separat, des del seu periheli (el punt més proper al Sol) es troba sota la influència de Neptú. L'anàlisi de la corba de llum d'amplitud suggereix que és un esferoide. Gonzalo Tancredi presenta «en la forma d'un arbre de decisions, el conjunt de preguntes per a ser considerada per classificar un objecte com un planeta nan gelat» i troben que el 1996 TL66 és molt probablement un planeta nan. La pàgina web de Mike Brown, després d'usar la radiometria per determinar que el planeta té un diàmetre de 344 km, l'enumera com un possible planeta nan.

## Descobriment
Va ser descobert el 1996 per David C. Jewitt i el seu equip, i va ser el primer objecte que s'ha classificat com un objecte del disc dispers (SDO), encara que el (48639) 1995 TL₈ es va descobrir a l'any anterior i que més tard va ser reconegut com un objecte del disc dispers. Va ser un dels majors objectes transneptunians (TNO) coneguts en el moment del seu descobriment. Va arribar al seu periheli el 2001.

## Òrbita i dimensions
1996 TL66 orbita al voltant del Sol amb un semieix major de 83,9 ua, però en l'actualitat es troba a només uns 35 ua del Sol amb una magnitud aparent de 21. El 2007, el telescopi espacial Spitzer (SST) va estimar que tenia una albedo baixa amb un diàmetre de prop de 575 ± 115 km. Els mesuraments del 2012 fets pel «els TNO són freds», un projecte d'investigació i reanàlisi de les dades més antigues, s'han traduït en una nova estimació d'aquestes xifres que suposa actualment que té una albedo més alta i el diàmetre va ser revisat a la baixa a 339 ± 20 km. L'análisi d'amplitud de la corba de llum mostra només petites desviacions, que sugereixen que 1996 TL66 és un esferoide amb petites taques d'albedo i que pot ser un planeta nan.